# Агурда
Агурда (баш. Ағурҙа) — деревня в Зианчуринском районе Республики Башкортостан Российской Федерации. Входит в состав  Баишевского сельсовета.

## География

### Географическое положение
Расстояние до:
- районного центра (Исянгулово): 107 км,
- центра сельсовета (Баишево): 10 км,
- ближайшей ж/д станции (Кувандык): 76 км.

## Население
| 1939 | 1959 | 1970 | 1979 | 1989 | 2002 | 2009 |
| ---- | ---- | ---- | ---- | ---- | ---- | ---- |
| 178  | ↘144 | ↗180 | ↘163 | ↘112 | ↗116 | ↘101 |
| 2010 |      |      |      |      |      |      |
| ↘89  |      |      |      |      |      |      |

Национальный состав
Согласно переписи 2002 года, преобладающая национальность — башкиры (97 %).